# National Nuclear Security Administration
National Nuclear Security Administration (förkortning: NNSA) är en amerikansk federal myndighet som ingår i USA:s energidepartement och vars ansvarsområde rör frågor som berör kärnfysik och nationell säkerhet. NNSA har ansvar för USA:s kärnvapen, flottans kärnkraftsprogram, ickespridningsfrågor samt insatser vid radiologiska olyckor.

## Bakgrund
National Nuclear Security Administration bildades 2000, på initiativ av lagförslag som 1999 togs fram av den republikanska majoriteten i USA:s kongress för att stärka kontrollen jämfört med vad som då var fallet, efter misstankar om att ovarsam hantering av hemligstämplad information om amerikanska kärnvapen sålts till Folkrepubliken Kina.
Även om organisationen inrättades först år 2000 så har verksamheten sina rötter i Manhattanprojektet och det som senare blev Atomic Energy Commission (AEC).

## Anläggningar

### Nationallaboratorier
| Namn                                   | Plats                   | Bildat | Drivs av | Noter |
| -------------------------------------- | ----------------------- | ------ | --- | ----- |
| Los Alamos National Laboratory         | Los Alamos, New Mexico  | 1943   | University of California (1943–2007) Los Alamos National Security, LLC (2007–2018) Triad National Security, LLC (från 2018)       | [ 4 ] |
| Sandia National Laboratories           | Albuquerque, New Mexico | 1948   | University of California (1948–1949) AT&T Corporation (1949–1993) Lockheed Martin (1993–2017) Honeywell International (från 2017) | [ 4 ] |
| Sandia National Laboratories           | Livermore, Kalifornien  | 1948   | University of California (1948–1949) AT&T Corporation (1949–1993) Lockheed Martin (1993–2017) Honeywell International (från 2017) | [ 4 ] |
| Lawrence Livermore National Laboratory | Livermore, Kalifornien  | 1952   | University of California (1952–2007) Lawrence Livermore National Security, LLC (från 2007)                                        | [ 4 ] |

### Övriga
- Kansas City National Security Campus[4]
- Naval Nuclear Laboratory[4]
- Nevada National Security Site[4]
- Pantex Plant[4]
- Savannah River Site[4]
- Y-12 National Security Complex[4]